# Fab Morvan
Pour les articles homonymes, voir Morvan (homonymie).
 (novembre 2007).
Fabrice Morvan, aussi dit Fab Morvan, né dans le 12e arrondissement de Paris le 14 mai 1966, est un chanteur et compositeur français. Il a autrefois fait partie du duo Milli Vanilli, qui a remporté un Grammy Award, avec Rob Pilatus. Un scandale a éclaté lorsqu'il fut rendu public que Milli Vanilli n'avait jamais chanté aucune de leurs chansons. Il a depuis repris une carrière solo.

## Premières années
Fabrice Morvan est né à Paris à l’hôpital Saint-Antoine le 14 mai 1966, d'un père architecte et d'une mère pharmacienne, originaires de l'île de Guadeloupe[pas clair]. Enfant, il a baigné dans la musique britannique et américaine, écoutant principalement les Beatles, Queen, et les Jackson 5. Adolescent, il accompagne son père à la pêche au gros dans les Caraïbes où il découvre l'influence de Bob Marley.
À l'âge de 18 ans, il s'installe en Allemagne, où il travaille comme mannequin, et écoute la musique de Run-DMC, Prince, de la musique soul et du funk. Il rencontre Rob Pilatus dans un club de Munich ; les deux jeunes gens partageant le même intérêt pour la musique et la danse décident de s'associer pour constituer un groupe de musique, Empire Bizarre.

## Milli Vanilli
Le duo attire l'attention du producteur de musique Frank Farian, qui les engage pour un spectacle musical. Peu de temps après un voyage en Turquie, où, selon la légende, un slogan publicitaire local aurait inspiré le nom du groupe, le duo Milli Vanilli est créé, Morvan et Pilatus devenant pour le public les visages du groupe qui repose en fait sur le talent vocal de Charles Shaw, John Davis (en) et Brad Howell, dont Farian pense qu'ils sont de bons musiciens mais que leur image se vendrait mal.
Le premier album de Milli Vanilli s'intitule Girl You Know It's True. En dépit des critiques, la renommée de Milli Vanilli se développe dans le monde entier. L'album compte cinq morceaux qui deviennent des succès et il arrive quatre fois premier au classement des meilleures chansons de cette catégorie aux États-Unis pour Girl You Know It's True (« Tu sais que c'est vrai »), Baby Don't Forget My Number (« Bébé, n'oublie pas mon numéro »), Blame It On The Rain (« Dis que c'est de la faute de la pluie »), et Girl I'm Gonna Miss You (« Tu vas me manquer »). Milli Vanilli obtient le Grammy Award du meilleur nouvel artiste le 22 février 1990 pour cet album qui se vend à plus de 5 millions d'exemplaires.
Mais de nombreuses rumeurs commencent à circuler ; on accuse le duo de chanter en playback sur scène et de ne pas être les voix enregistrées sur l'album. Shaw révèle la supercherie à un journaliste mais se rétracte ensuite.
Comme Pilatus et Morvan insistent pour que Farian les laisse chanter sur l'album suivant, le producteur révèle la vérité aux journalistes le 15 novembre 1990 ; il reconnaît que les voix enregistrées ne sont pas celles de Morvan et Pilatus, qui ont été doublés. Milli Vanilli renonce spontanément à son Grammy Award quatre jours plus tard, et les studios Arista se séparent du groupe en supprimant le titre de leur catalogue, faisant de Girl You Know It's True l'album le plus populaire qui ait jamais été retiré de la vente. Un tribunal américain reconnaît le droit aux personnes ayant acheté l'album de se faire rembourser.

## Après le scandale
Dans les mois qui suivent le scandale, Morvan et Pilatus tournent un film publicitaire pour de la gomme à mâcher sans sucre. Le duo commence à chanter en playback sur un air d'opéra. Un annonceur demande, tandis qu'ils chantent en playback, « combien de temps dure le goût de la gomme à mâcher sans sucre ? » Le disque commence alors à sauter et l'annonceur répond : « jusqu'à ce qu'ils se mettent à chanter tout seuls. »
Rob et Fab s'installent à Los Angeles, où ils signent un contrat avec le groupe Joss Entertainment ; ils sortent un album sous le titre Rob & Fab, dont la plupart des titres sont écrits par Kenny Taylor et Fab Morvan, et chanté par Pilatus et Morvan. Les critiques sont encourageantes mais les problèmes financiers, l'absence de promotion et la mauvaise réputation des chanteurs en font un échec commercial. 
Fabrice finit comme disc jockey en carrière solo. 

## Retour
Morvan fait alors pendant quelques années une carrière de musicien indépendant, tout en reprenant sérieusement sa formation musicale. En 1998, il est engagé comme disc jockey par la célèbre station de radio KIIS-FM de Los Angeles. En 1999, Il participe au concert du festival Wango Tango, organisé par cette même station de radio, concert qui se joue à guichets fermés devant 50 000 personnes au stade des Dodgers de Los Angeles. 
En 2000, il paraît dans un documentaire réalisé par la BBC sur le groupe Milli Vanilli, et sur la chaine VH1 dans un épisode de Behind The Music. Il passe l'année 2001 en tournée, et en 2002, il est le premier artiste à se produire lors du concert d'inauguration d'une nouvelle salle de l'hôtel Hard Rock Café à Orlando, en Floride. 
En 2003, Morvan produit son premier album solo, Love Revolution. Produisant, enregistrant, écrivant et chantant tous les titres, il fait un retour que le magazine HITS décrit en ces termes : « un début en solo qui mêle à un pop rock impeccablement exécuté les rythmes irrésistibles des Caraïbes, une renaissance remarquable qui mérite qu'on l'écoute et qu'on l'adopte. »
En 2010, Fabrice Morvan enregistre de nouvelles chansons R&B pour son deuxième album solo Roll, qui sont disponibles sur son profil Myspace.
Le premier single de son deuxième album solo, Anytime, est disponible sur iTunes depuis le 14 avril 2011.
En 2012, Fab, en parallèle de sa carrière solo, fait partie du groupe Fabulous Addiction, dont le style de musique s'approche de la house progressive.
En 2017, Fabrice chante sur scène le titre Girl I'm Gonna Miss You en duo avec  John Davis, lors du festival Hessentag (Allemagne).
En 2018, il chante sur scène le titre Blame It on the Rain en solo lors du festival Bevrijdings à La Haye (Pays-Bas).

## Film
Début 2007, il est annoncé que Jeff Nathanson, scénariste entre autres d'Arrête-moi si tu peux de Steven Spielberg, se serait associé à Fab Morvan pour écrire un script sur l'histoire du duo. Le film devait démarrer sa production courant 2008.